# Alaptus minutus
Alaptus minutus är en stekelart som beskrevs av Dozier 1932. Alaptus minutus ingår i släktet Alaptus och familjen dvärgsteklar.
Artens utbredningsområde är Haiti. Inga underarter finns listade i Catalogue of Life.